# تننوجی

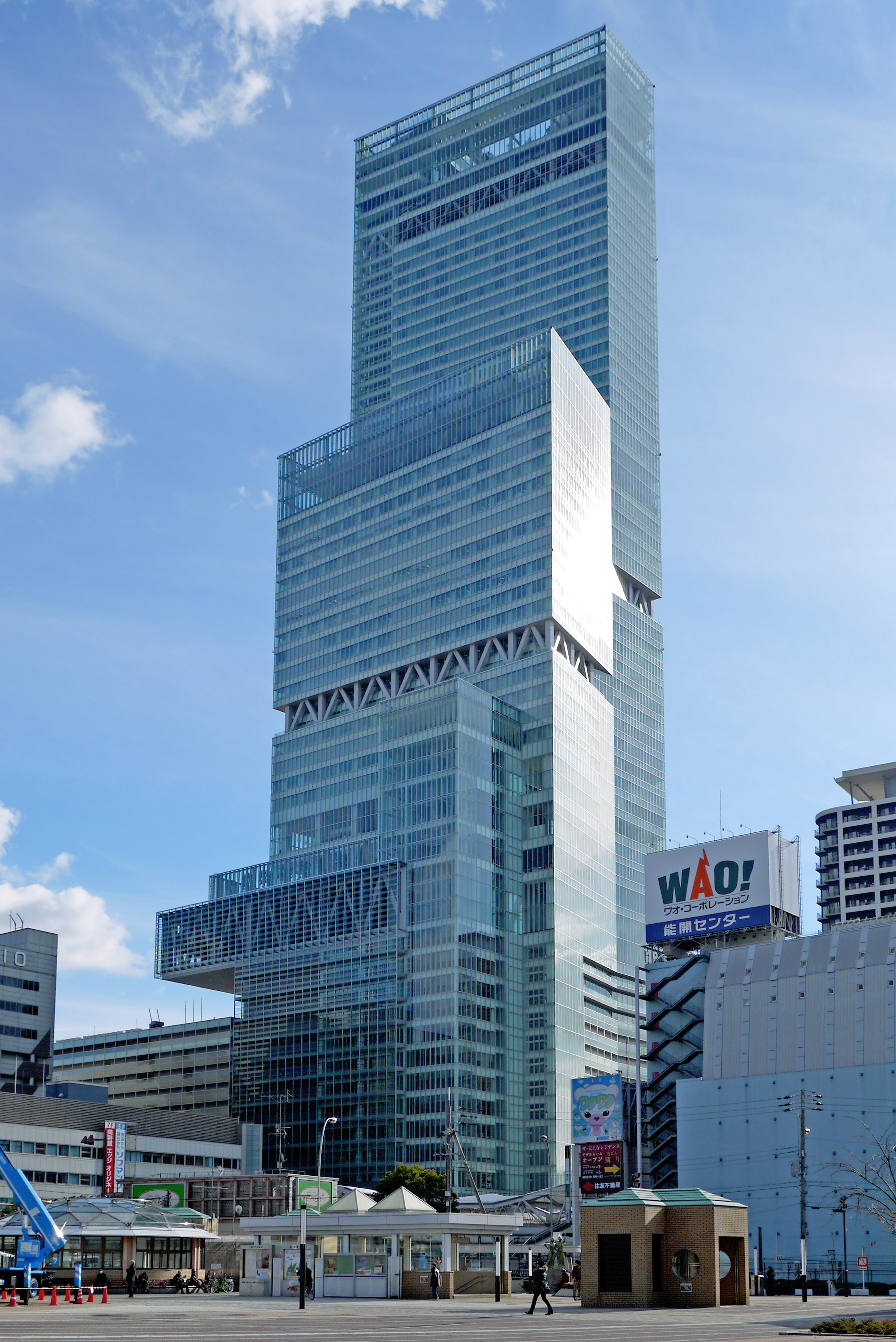

تننوجی (به ژاپنی: 天王寺)، نام ناحیه مرکز شهری که در سراسر بخش جنوبی تننوجی، اوساکا  و بخش شمالی آبه‌نو، اوساکا،  شهر اوساکا، استان اوساکا در ژاپن است.